# جيرالدين ونايت سكوت
جيرالدين ونايت سكوت (بالإنجليزية: Geraldine Knight Scott)‏ هي مهندسة المناظر الطبيعية أمريكية، ولدت في 16 يوليو 1904 في والاس في الولايات المتحدة، وتوفيت في 2 أغسطس 1989 في بيركيلي في الولايات المتحدة.